# Elaeocarpus indochinensis
Elaeocarpus indochinensis är en tvåhjärtbladig växtart som beskrevs av Merrill. Elaeocarpus indochinensis ingår i släktet Elaeocarpus och familjen Elaeocarpaceae. Inga underarter finns listade i Catalogue of Life.